# Koninklijke Vereeniging Het Nederlandsch Tooneel
Le Koninklijke Vereeniging Het Nederlandsch Tooneel (Société royale néerlandaise Tooneel ou KVHNT) était une compagnie de théâtre d'Amsterdam, active entre 1876 et 1930 et qui se produisait au Stadsschouwburg.
Le KVHNT put porter à partir de 1882 le titre de « royale ».